# Idit Silman
Idit Silman (en hebreo: עִידִּית סִילְמָן‎; Rejovot, 27 de octubre de 1980) es una política israelí. Fue líder de la coalición y miembro de la Knéset por Yamina, antes de renunciar abruptamente al partido el 6 de abril de 2022.

## Biografía
Nació en Rejovot y se educó en Ulpana Tzfira, una institución religiosa para niñas, y el Instituto Wingate. Trabajó en marketing en el sector salud. Está casada y tiene tres hijos.
Activista de Mafdal en su juventud, más tarde se unió a La Casa Judía, donde fue elegida para el lugar femenino en la lista del partido para las elecciones parlamentarias de Israel de abril de 2019. Cuando el partido se unió a la alianza de la Unión de Partidos de Derecha, ocupó el quinto lugar en su lista y luego ingresó a la Knéset cuando la alianza ganó cinco escaños.
A Silman se le otorgó el octavo puesto en la lista de Yamina (una candidatura conjunta de La Casa Judía, Nueva Derecha y Unión Nacional) para las elecciones a la 22.ª Knéset. Sin embargo, cuando Yamina ganó solo siete escaños, Silman perdió su escaño en la Knéset.
Silman dejó La Casa Judía por Nueva Derecha el 15 de enero de 2020 y se colocó en el séptimo lugar en la lista de Yamina el mismo día en que se restableció la alianza para las elecciones parlamentarias de Israel de 2020.
Fue colocada en el octavo puesto de la lista de Yamina antes de las elecciones parlamentarias de Israel de 2021. Se convirtió en miembro de la Knéset después de que Alon Davidi renunciara a la lista de Yamina.
El 6 de abril de 2022, desertó de Yamina al partido opositor Likud, haciendo que la coalición gobernante del primer ministro Naftalí Bennett pierda su mayoría en la Knéset, y planteando la posibilidad de nuevas elecciones en Israel por quinta vez en cuatro años.